# Ussac
Ussac – miejscowość i gmina we Francji, w regionie Nowa Akwitania, w departamencie Corrèze.
Według danych na rok 1990 gminę zamieszkiwały 2762 osoby, a gęstość zaludnienia wynosiła 112 osób/km² (wśród 747 gmin Limousin Ussac plasuje się na 34. miejscu pod względem liczby ludności, natomiast pod względem powierzchni na miejscu 245.).